# Omerta (computerspel)
Omerta is een tekstgebaseerde MMORPG. In dit spel speel je een gangster in de jaren '30. Door auto's te stelen, misdaden te begaan, mensen uit de gevangenis te breken en drank en drugs te dealen, stijgt de speler in rang.

## Geschiedenis
Op 26 september 2003 kwam Omerta versie 1.0 uit van Moritz Daan en drie vrienden van hem uit Groningen. Het spel werd populair omdat links verspreid werden over internetforums en weblogs. Door de snelle en grote groei van het aantal spelers kreeg Moritz hulp van Jonathan van Dijken (ook bekend als Teckna) en Alex de Groot (ook bekend als Alex). Binnen drie maanden had het spel circa 3000 actieve spelers, met een gemiddelde van 150 spelers online en een piek van 500 spelers online.
Omerta 1.0 gaf een zware druk op de server en er waren problemen met valsspelers. In januari 2004 kwam Omerta 2.0 uit. Deze versie was beter beschermd tegen valsspelers en had een nieuwe server die meer gelijktijdige spelers ondersteunde. Opnieuw werd Omerta echter te groot voor z'n eigen PHP-code, wat ertoe leidde dat het spel onstabiel werd. Met enkele nieuwe opties toegevoegd kwam er opnieuw een reset. Omerta 2.1 kwam uit in juli 2004.
In midden 2004 kwam naast Moritz, Teckna, Alex en Pug ook Steve Biddick (a.k.a. Brando) erbij.
Een verbeterde versie, Omerta 2.2, kwam uit in juli 2005. Weer kwam er een grote stijging in het aantal spelers en enkele serverfouten volgden snel. Deze werden verbeterd met een reset in december 2005. Op 19 juli 2006 volgde, na een enquête over wie een reset wilde te hebben gehouden, het bericht dat op 21 juli 2006 versie 2.4 zou worden gelanceerd. Versie 2.4.1 kende nieuwe opties (onder andere Mega OC's) en het verbeterde Killsysteem (waar veel kritiek op was).
Op 25 augustus werd er ingebroken in de systemen van Omerta met behulp van een sql-injectie en recente back-ups bleken corrupt te zijn. Er waren twee opties voor het vervolg van Omerta. Het inzetten van een back-up van tien dagen eerder of een reset van versie 2.4.1 waren de enige mogelijkheden. Onder druk van de spelers werd besloten een reset uit te voeren. Versie 2.4.2 werd diezelfde dag nog gestart. Op 27 november 2006, anderhalve week na de reset van .com, werd er te kennen gegeven dat .nl ook ging resetten. Er kwam een vraag van de dag wanneer dat moest gebeuren. Er was te kiezen uit "Binnen een week...", en "Begin januari, na de feestdagen ....". Op basis van de keuze van de spelers is www.barafranca.nl is op 1 december gereset.
Op 6 maart 2007 werd versie 2.6 gelanceerd. Vele accounthacks zorgden ervoor dat de vorige versie erg bekritiseerd werd. Mede door de felle kritiek van spelers op het revive-beleid, werd besloten om exclusief voor de .nl-versie, een nieuwe revive policy op te stellen. Hiermee werd de slachtoffers van een accounthack tegemoetgekomen.
Naar aanleiding van de aanhoudende kritiek op het verloop van de laatste versies, werd op 5 juli 2007 een nieuwsbericht geplaatst waarin de spelers hun ideeën konden voorleggen aan de crew. Dit moest ervoor zorgen dat een volgende versie weer het niveau van vroeger kon halen.
In versie 2.9 ontstaat er op 22 februari een ware rel nadat de Omerta Crew 100 zogenaamde A-Kills uitvoert. 100 spelers worden er van beschuldigd rankscripts te hebben gebruikt maar dit wordt willens en wetens ontkend. De crew wordt echter altijd in het gelijk gesteld en bij kritiek worden simpelweg berichten verwijderd of niet gereageerd. Ondanks de nieuwe codes die in deze versie zijn gelanceerd is de oorlog tegen scripters nog steeds niet gewonnen en gaat dit wederom ten koste van gewone users, die eerlijk het spel willen spelen.
Op maandag 23 februari wordt er een rectificatie uitgevoerd door de Crew, er bleek een fout te zitten in het zogenaamde ScriptOpsporingsSysteem (SOS) alle spelers die een onterechte A-Kill hebben gekregen worden ge-revived en gecompenseerd door middel van extra rangvordering voor de verloren tijd.
Op 11 oktober 2010 is versie 3.1 gestart.
Met een nieuw anti-scripterssysteem werd het spel weer gestart.
Het leek een paar maanden goed te gaan, tot 13 december. Toen kregen meer dan 200 mensen een A-Kill. Volgens de crew van Omerta hadden deze mensen zich schuldig gemaakt aan 1 rankscript. Er ontstond hierdoor een enorme chaos binnen de spelers. Veel mensen haastten zich naar de help-channel op IRC om hun schuld aan te vechten. Om 7 uur 's avonds ging de site offline. De site was niet bereikbaar voor alle spelers. Na 2 uren kwam de site weer online om kwart voor 9 's avonds. Wat bleek, er was een back-up geactiveerd van 4 uur 's ochtends. Iedereen die die dag gerankt had, was zijn/haar rankvordering kwijt. En iedereen met een A-Kill leefde weer. Er was namelijk een grote fout gemaakt, tot grote opluchting van vele mensen.
Maar het kwaad was niet geschied. Op 14 december om 18u was het weer raak. Er werden 221 mensen op de schandpaal gezet die allemaal binnen een half uur de dood vonden onder het mom van een A-Kill. De crew verzekerde iedereen ervan dat deze mensen zich wel schuldig hadden bevonden aan het automatisch ranken door een illegale software. 
Versie 3.4 begon op 5 april 2012 om 14.00, met als belangrijkste aanpassingen een verkorte trainingstijd voor de bodyguards; moordervaring (ks) kan enkel verkregen worden vanaf Local Chief en het killalgoritme is aangepast en meer aanvaller-vriendelijk.
Op 14 juni 2012 kwam versie 3.5 uit, met als belangrijkste veranderingen een verbeterd Kill Algoritme, met betere backfire, en een Hall of Fame.

## Hedendaagse situatie
In 2024 stapte de volledige toenmalige crew van het online tekstgebaseerde maffiaspel Omerta op. Het bestuur van het spel keerde daarmee terug naar de enige en oorspronkelijke eigenaar, Brando. Betrokken crewmembers zoals Kcode, Dot, Tratto, Righello en Kailyn beëindigden daarmee hun betrokkenheid bij het project.
Volgens informatie vanuit de community was deze collectieve terugtrekking het gevolg van een mislukte overnamepoging, waarbij een nieuwe eigenaar getracht zou hebben Brando uit te kopen. Deze poging strandde, waarna verdere samenwerking ophield.
In juni 2025 werd bekend dat een groep voormalige Omerta-crewmembers, zowel uit de opgestapte oude garde als uit de tijdelijke nieuwe crew, gezamenlijk een eigen project is gestart. Deze nieuwe game, genaamd Pentito, bevindt zich op dit moment nog in ontwikkeling. De aanleiding voor het initiatief ligt volgens betrokkenen in het uitblijven van concrete doorontwikkelingen van Omerta en het ontbreken van een structurele toekomstvisie. De verwachting is dat Pentito later in 2025 zal worden gelanceerd.

## Rangen
De volgende rangen kunnen in het spel bereikt worden:
- Empty Suit: Op deze rang begint iedereen. Door het plegen van misdaden promoveert de speler naar hogere rangen.
- Delivery boy/Delivery girl: Deze rang geeft toegang tot het casino en het forum.
- Piccioto: De mogelijkheid om Drugs te kopen.
- Shoplifter: Vanaf deze rang kan de speler een route 66 overval doen. Ook is het mogelijk om 80 eerpunten naar een of meerdere spelers te verzenden. Om als shoplifter onteerpunten te sturen moet de speler zelf minimaal 250 eerpunten hebben. Vanaf deze rang kan je ook andere misdaden plegen dan bij de rangen daarvoor.
- Pickpocket: Vanaf deze rang is het spel "Poker" beschikbaar. Vanaf nu kan de speler een casino bezitten, oneerpunten versturen en iemand in diens testament zetten.
- Thief: Vanaf de rang Thief kan de speler samen met drie andere spelers een georganiseerde misdaad plegen. Dit houdt in dat vier spelers samen een lokale bank kunnen overvallen.
- Associate:
- Mobster: Vanaf deze rang is het mogelijk om te trouwen met een speler van het andere geslacht.
- Soldier: Vanaf deze rang is het mogelijk om een spot te overvallen met een speler die ook Soldier of hoger is.
- Swindler: Vanaf hier behoort de speler tot de High Rank-spelers in het spel.
- Assassin: Het is vanaf deze rang mogelijk om met zeven andere spelers die Assassin of hoger zijn, een mega georganiseerde misdaad te plegen. Vanaf versie 3.0 is het vanaf Assassin ook mogelijk om vier bodyguards te hebben in plaats van 3.
- Local Chief: Vanaf deze rang kan een speler zelf een familie oprichten.
- Chief: Vanaf versie 3.0 is het vanaf deze rang ook mogelijk om vijf bodyguards te huren.
- Bruglione: De hoogste rang voor niet-dons, of niet-capo's.
- Capodecina: Sinds de 3.2 Versie is de Capodecina-rang afgeschaft. Sindsdien kan alleen de Don nog Capodecina worden om verder te ranken.
- Godfather/First Lady: Deze rang is alleen te bereiken als een speler 100% bruglione of hoger is, meer dan 15 miljoen capogeld heeft verdiend en tevens baas is van een familie. Een speler van deze rang kan niet gepakt worden door de politie.

Afhankelijk van het geslacht dat de speler kiest op het moment van registreren, wordt bepaald of deze Delivery Boy, of Delivery Girl wordt. Ditzelfde geldt voor Godfather of First Lady.

## Families
In Omerta kan een speler zich bij een familie aansluiten die bescherming biedt. In ruil hiervoor draagt de speler een door de familie zelf ingesteld percentage van zijn inkomen af. Veel families hebben een leave bedrag om alleen trouwe leden in de familie te krijgen. In de familie zijn verschillende functies, variërend van lid tot baas van de familie:
- Don Baas van de familie, Minimaal Local Chief
- Sottocapo Kan mensen capo maken, mensen uitnodigen tot de familie en mensen uit de familie gooien.
- Consiglieri Is er in het spel vooral om de geldzaken te regelen. In de praktijk kan de consig net zo goed vragen van leden beantwoorden en dergelijke.
- Capo Heeft een spot welke plek biedt aan maximaal 24 leden (capo niet meegerekend). Wanneer iemand uit de eigen familie de capo vermoordt, wordt hijzelf capo. In de praktijk is de capo een soort mentor van zijn leden. De leden gaan met vragen naar hun capo. De capo kan zien in welke stad zijn leden zitten en wanneer zij zich voor het laatst hebben aangemeld. Tevens kan hij zijn spot overdragen aan een van zijn leden. In de praktijk zijn capo's bijna altijd hoge rangen.
- Familie Uitbreker Buster van familie. Minimaal empty-suit.
- Member Iemand die gewoon in de familie zit, meestal zonder al te veel inspraak. Sinds versie 2.2 is de member de enige die nog objecten (gokmachines) kan bezitten. Echter in 3.0 is dit weer teruggedraaid en kunnen Capo's en/of de top 3 ook een object bezitten. Mensen met een object hebben in de praktijk meer aanzien dan gewone members.

Verder zijn er nog drie functies die niet publiekelijk te zien zijn:
- Successor Volgt de don op wanneer hij sterft. Minimaal Local Chief. Ook mag deze persoon geen capo zijn of een object bezitten, echter mag hij wel Sottocapo of Consiglieri zijn.
- Capo-Successor Volgt de capo op wanneer deze sterft. De opvolger moet wel in het regime zitten waar hij opvolger van is. Hierbij is geen minimum vereist.
- Hammer Ontvangt één procent van de kogels die de mensen uit de familie kopen bij de lokale kogelfabriek.

Een speler met de rank Chief die ten minste 1000 ingame-dollars heeft, kan een familie kopen, hij heeft dan een beperking tot 24 extra spelers, doordat de members van de familie gaan ranken stijgt het level van de familie. Hierdoor kunnen ze extra opties kopen voor de familie. Het maximum aantal spots per familie is sinds de start van versie 2.2 vastgesteld op 14. Daarmee komt de maximale omvang per familie op 350 leden.
Veel families staan onder leiding van een of meerdere spelers die niet noodzakelijk een leidende rol in het spel hebben (Don, Sottocapo = "soort van onder-capo") of Consiglieri). Zij leiden de familie 'op de achtergrond', ze worden ook wel achtergrond-top genoemd.

## Misdaden

### Moorden
Een belangrijk onderdeel van Omerta is het vermoorden van andere spelers. Dit kan door detectives in te huren en kogels af te vuren. Zo kan in twee minuten een hele familie uit het spel verdwenen zijn. Er is dan vermoedelijk sprake geweest van een familie-oorlog. Dit is een oorlog tussen minimaal twee families, maar kan soms wel tien partijen kennen. Een war ontstaat meestal door een conflict tussen twee of meer families. Het kan gaan om een vermoord lid, objecten of een conflict uit een eerdere versie.
De war wordt gewonnen door de familie die de andere familie het eerst weet uit te schakelen. Dit gebeurt door de Don en de Successor beiden te vermoorden, voordat de eerdere Successor Don is geworden en deze een nieuwe Successor heeft ingesteld. In de praktijk is de war meestal nog lang niet voorbij na deze actie. Oud-leden van de vermoorde familie blijven vaak terugvechten. De oorlog eindigt meestal pas als alle hoge leden van de ontbonden familie dood zijn.
Een war wordt meestal goed voorbereid. Hoge leden van de tegenpartij worden vaak van tevoren al gezocht door detectives, zodat onverwacht in een keer een groot aantal leden kan worden uitgeschakeld. In één minuut zijn dan al tien tot twintig gevaarlijke tegenstanders uit de weg geruimd. Grote familie-oorlogen vereisen een goede coördinatie. Daarom wordt meestal ook gebruikgemaakt van zogenaamde killbots. Webpagina's waarop via IRC en PHP-code lijsten worden bijgehouden/gegenereerd en waarop de (hoge) leden van de aan te vallen partij staan vermeld. Via een IRC-kanaal (het kill-kanaal) wordt door spelers aangegeven wie ze gaan zoeken en beschieten (!assign), back-uppen of in welke stad iemand is gevonden (!seen).

### Route 66-overval
Een route 66-overval wordt ook wel een heist genoemd. Dit is het samen met een andere speler die op dat moment ook in dezelfde stad online is, een overval plegen langs de lokale snelweg, vernoemd naar de befaamde Route 66. De afloop van deze overval varieert nogal, afhankelijk van de uitrusting van de spelers. Zo kan het zijn dat de speler de ene keer gewond raakt, terwijl hij een andere keer een grote hoeveelheid geld verdiend. In 2.7 zijn de R'66-overvallen erg in opspraak gekomen omdat ze niet goed werkte, en fouten gaven. En omdat ze te vaak een - hoeveelheid leven gaven en geen positieve uitkomst.
Medio oktober 2007 zijn de overvallen in de Nederlandse versie aangepast. De buit van een overval gaat altijd naar de leider en meestal blijft de wagen evenals het geld dat nodig was voor de overval intact. Er komen vrijwel geen fouten meer voor en het bloedverlies blijft beperkt

### Georganiseerde misdaad
Een speler berooft de bank van de stad met een 4 andere spelers. Er moet een leider zijn die de safehouse zal beheren waar hij straks de opbrengsten van deze beroving zal moeten verdelen. De bestuurder zal een auto moeten bekostigen in de stad waar deze georganiseerde misdaad zal plaatsvinden, uiteraard werkt een auto zonder schade het beste. De explosievenexpert kan kiezen tussen TNT of C4. C4 kost $40.000 terwijl TNT slechts $20.000 kost. De C4 zorgt ervoor dat deze misdaad een betere kans van slagen heeft. Uiteraard zullen er ook wapens nodig zijn. De wapenexpert kan kiezen tussen een of twee tommy guns van $25.000 per stuk en zal ook moeten zorgen voor de kogels die gebruikt gaan worden (1 tot 100 kogels). De geweren moeten worden weggegooid nadat deze overval heeft plaatsgevonden. Alle leden van deze misdaad moeten zich in dezelfde stad bevinden waarin de misdaad plaatsvindt. Nadat de beroving heeft plaatsgevonden gaat het geld naar de leider, die het geld eerlijk kan verdelen over de leden.

### Mega Georganiseerde misdaad
Een team van spelers probeert de goudvoorraad van de Nationale bank te stelen. Deze operatie heeft een goede leider nodig, en hij zal de misdaad moeten financieren, en een pakhuis moeten huren om alles in op te bergen. 
Er zijn drie bestuurders nodig en een van hen zal een vrachtwagen moeten besturen. De andere twee vervoeren de gangsters die zelf het beveiligingssysteem van de bank onder handen nemen. Er is ook een explosievenexpert nodig, die op zijn beurt explosieven nodig heeft. De explosievenexpert mag kiezen tussen Experimentele plastic explosieven (EPE), TNT en C4.
- EPE kost $700.000
- C4 kost $400.000
- TNT kost $200.000

Om vuurkracht te leveren, zijn er in totaal drie gangsters nodig, die bewapend kunnen worden. Alle auto's, geweren en kogels verdwijnen nadat de misdaad is gepleegd.
Alle leden moeten in de stad zijn waar de overval plaatsvindt ten tijde van de overval. De leider zal ieders deel van de winst versturen, zodra de misdaad is afgelopen.